# Ceratocanthus chalceus
Ceratocanthus chalceus är en skalbaggsart som beskrevs av Ernst Friedrich Germar 1843. Ceratocanthus chalceus ingår i släktet Ceratocanthus och familjen Hybosoridae. Inga underarter finns listade i Catalogue of Life.